# Vittorio Bottego
Vittorio Bòttego (San Lazzaro Parmense, 11 agosto 1860 – Daga Roba, 17 marzo 1897) è stato un esploratore e ufficiale italiano, che si rese famoso con le sue esplorazioni nel Corno d'Africa.

## Biografia
Vittorio Bottego nacque a San Lazzaro Parmense l'11 agosto 1860, figlio di Agostino e Maria Asinelli. Il padre, medico, si era trasferito dall'Alta Valle del Taro a San Lazzaro prima della nascita di Vittorio. Il fratello maggiore Giambattista si trasferì negli Stati Uniti, da cui rientrò assieme ai propri figli dopo la scomparsa di Vittorio.
Proveniva da una ricca famiglia proprietaria di estesi possedimenti a est della città (la nipote dell'esploratore, Celestina Bottego, fondò la congregazione missionaria "società missionaria di Maria" (Suore Bottego), istituto tuttora esistente e operante, con sede in un rustico di proprietà della famiglia nell'allora territorio di San Lazzaro, oggi inglobato nel territorio cittadino.
Studiò a Parma, ma si fermò alla prima liceo; superò da privatista l'esame di ammissione all'Accademia militare di Modena, specializzandosi in artiglieria prima a Torino poi a Pinerolo. Era ufficiale di artiglieria a Pinerolo alla scuola di equitazione quando, nel 1887, chiese ed ottenne di far parte del corpo speciale di ufficiali che doveva partire per l'Eritrea.
Sbarcato a Massaua nel dicembre di quell'anno, trascorse i primi due anni di servizio in colonia al comando di una batteria indigena, facendo conoscenza del paese e della popolazione e raccogliendo oggetti per collezioni di storia naturale, che finirono poi nel Museo di storia naturale di Parma.
Convinto dell'opportunità di conoscere la Somalia interna, verso cui si rivolgevano le aspirazioni coloniali italiane, ottenne dal Governatore dell'Eritrea generale Antonio Gandolfi una promessa di appoggio, ma la caduta del governo Crispi consigliò a rimandarne l'attuazione e indusse il marchese Giacomo Doria, presidente della Società geografica italiana, a suggerire a Bottego un programma più modesto che si limitasse all'esplorazione della Dancalia, la regione costiera della Somalia meridionale. Bottego partì da Massaua il 1º maggio 1891, ma dopo soli dieci giorni ricevette l'ordine di ritornare indietro e di riconsegnare la scorta, cosa che egli fece limitandosi a percorrere con pochi uomini l'itinerario costiero Massaua-Assab, cosa che nessun europeo aveva prima seguito. Stese per la Società geografica una relazione di viaggio intitolata Nella terra dei Danakil: giornale di viaggiò', pubblicata nel Bollettino della Società Geografica, XXIX (1892).

### Spedizione Bottego-Grixoni
Rimpatriato da Assab nel giugno 1891, fu inviato a Firenze, dove continuò a perorare la propria causa, rinvigorito dal fallito tentativo del principe Ruspoli di esplorare il Giuba. Accettò la partecipazione alla spedizione del capitano Matteo Grixoni, che portava un contributo economico di 15.000 lire, e ottenne nell'aprile 1892 l'appoggio della Società geografica, che aveva ricevuto a sua volta il consenso del Governo. La spedizione si proponeva di partire da Berbera sulla costa della Somalia Britannica, e di lì, raggiunto il corso dell'Uebi a Imi, spingersi verso ovest, e pervenuta nel bacino del Giuba, seguirne il corso che i recenti trattati internazionali stabilivano come limite divisorio tra la sfera d'influenza britannica e quella italiana.

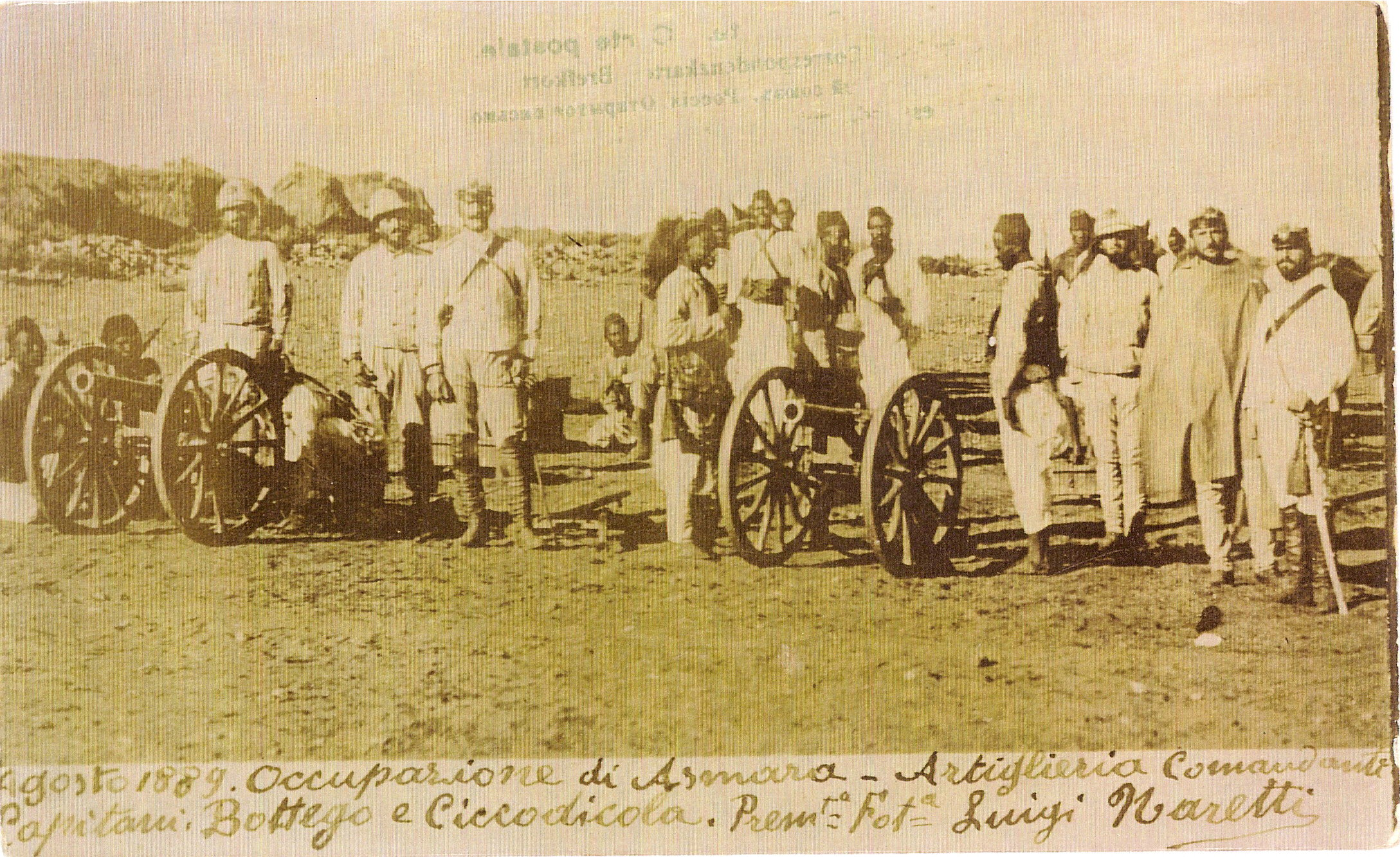
Agosto 1889, occupazione di Asmara - Capitani Vittorio Bottego (terzo in piedi da sinistra) e Federico Ciccodicola (primo in piedi da destra).

La spedizione partì da Berbera il 30 settembre 1892 e, seguendo il piano prestabilito, riuscì da Imi ad entrare nel bacino del Giuba e a raggiungerne il ramo principale, battezzato col nome di Ganale Doria, risalendolo sino alle sorgenti alle falde dei monti Faches. Bòttego intraprese quindi la discesa, attraverso gravi difficoltà opposte dalla natura del suolo e dalle ostilità degli abitanti, seguendone il corso, mentre Grixoni, da lui separatosi, discendeva quello più occidentale del Daua precedendolo a Lugh, a valle dell'incontro dei due rami riuscendo così, primo europeo, a penetrare nella misteriosa città considerata fino allora inaccessibile. Bottego arrivò anch'egli a Lugh il 17 luglio e vi trovò, in pessime condizioni, l'ingegnere svizzero Bochard e il triestino Emilio Dal Seno, superstiti della seconda spedizione Ruspoli, il cui capo era morto in un incidente di caccia.
Con loro Bottego procedette per Bardera e raggiunse la costa a Brava (8 settembre 1893). 
Il viaggio durò nel complesso 11 mesi e 22 giorni. Il Bottego vi perse per diserzione, malattie, assalti da popolazioni locali o da animali, defezioni concordate, circa il 90% dei membri della spedizione. Lo stesso socio Capitano Grixoni si separò da lui a metà del viaggio, lasciandolo da quel momento privo di contatti con l'Italia, dove du dato per disperso. Al ritorno in patria sarà ricevuto dalle altezze reali, mentre la Società Geografica Italiana lo insignirà di una medaglia d'oro. Le vicende di questa memorabile spedizione, che valse a risolvere uno del maggiori problemi presentati ancora dalla geografia africana, furono da Bottego stesso narrate nel suo libro Il Giuba esplorato, pubblicato a Roma nel 1895.

### Spedizione Bottego-Ferrandi
Nonostante il successo della spedizione nel Giuba, alcuni interrogativi restavano inrisolti: Bottego voleva mappare il corso dell'Omo; esplorare la regione ancora sconosciuta tra l'alto Giuba, il lago Rodolfo e il Sobat e consolidare la posizione che i trattati conclusi assegnavano all'Italia nel medio Giuba. Il progetto relativo, accolto dalla Società Geografica, ebbe anche questa volta l'appoggio del governo e del re. La nuova spedizione guidata da Bottego si sarebbe valsa dell'aiuto di alcuni specialisti: il tenente di vascello Lamberto Vannutelli per le determinazioni geografiche, il dottor Maurizio Sacchi per quelle naturalistiche, il tenente Carlo Citerni, nipote di Bottego, per la tenuta del diario e per la parte fotografica. Al capitano marittimo Ugo Ferrandi, sarebbe spettato l'impianto e il comando di una stazione italiana a Lugh.
La spedizione lasciò l'Italia il 3 luglio 1895 alla volta di Brava, da dove poi raggiungere Lugh, fermandocisi solo il tempo necessario per approntare la stazione affidata a Ferrandi. Qui Ferrandi resterà e condurrà con successo, al comando di circa 100 uomini, la difesa del nuovo possedimento italiano dall'assalto di 1000 abissini nel dicembre 1896. Bottego invece, raggiunta la confluenza del Daua lo risaliva  alla volta di Burgi, località ove era perito Ruspoli; di qui spingendosi a nord si giungeva al vasto e pittoresco lago Pagadè, a cui Bottego impose il nome di Margherita e quindi raggiungeva il corso dell'Omo seguendolo sino alla sua foce nel lago Rodolfo (31 agosto). Per assicurarsi che gli oggetti destinati al museo e l'ingente quantità di avorio ricavato da fruttuose cacce arrivasse alla costa, venne distaccato un drappello a cui si unì il dottor Sacchi, perito poi nel viaggio. Proseguendo verso nord-ovest Bottego raggiunse con i compagni il bacino del Sobat. Non rimaneva ormai che provvedere al ritorno, che Bottego, ignaro degli avvenimenti eritrei, pensava di effettuare attraverso l'Etiopia sollecitando perciò il necessario consenso del negus Menelik. Accolti dapprima amichevolmente, i viaggiatori italiani caddero in un'imboscata a Jellem e nel combattimento che seguì Bottego rimase ucciso, mentre i suoi compagni furono fatti prigionieri e ricondotti poi alla costa per la via di Zeila (23 luglio 1897).
I due superstiti, Lamberto Vannutelli e Carlo Citerni, stesero un'ampia relazione pubblicata per cura della Società Geografica col titolo L'Omo; viaggio di esplorazione nell'Africa Orientale (Seconda spedizione Bottego), Milano 1899.
Alla memoria dello sfortunato viaggiatore la città di Parma eresse un monumento in bronzo, opera di Eduardo Ximenes, e intitolò una delle scuole primarie pubbliche, proprio in quartiere San Lazzaro.

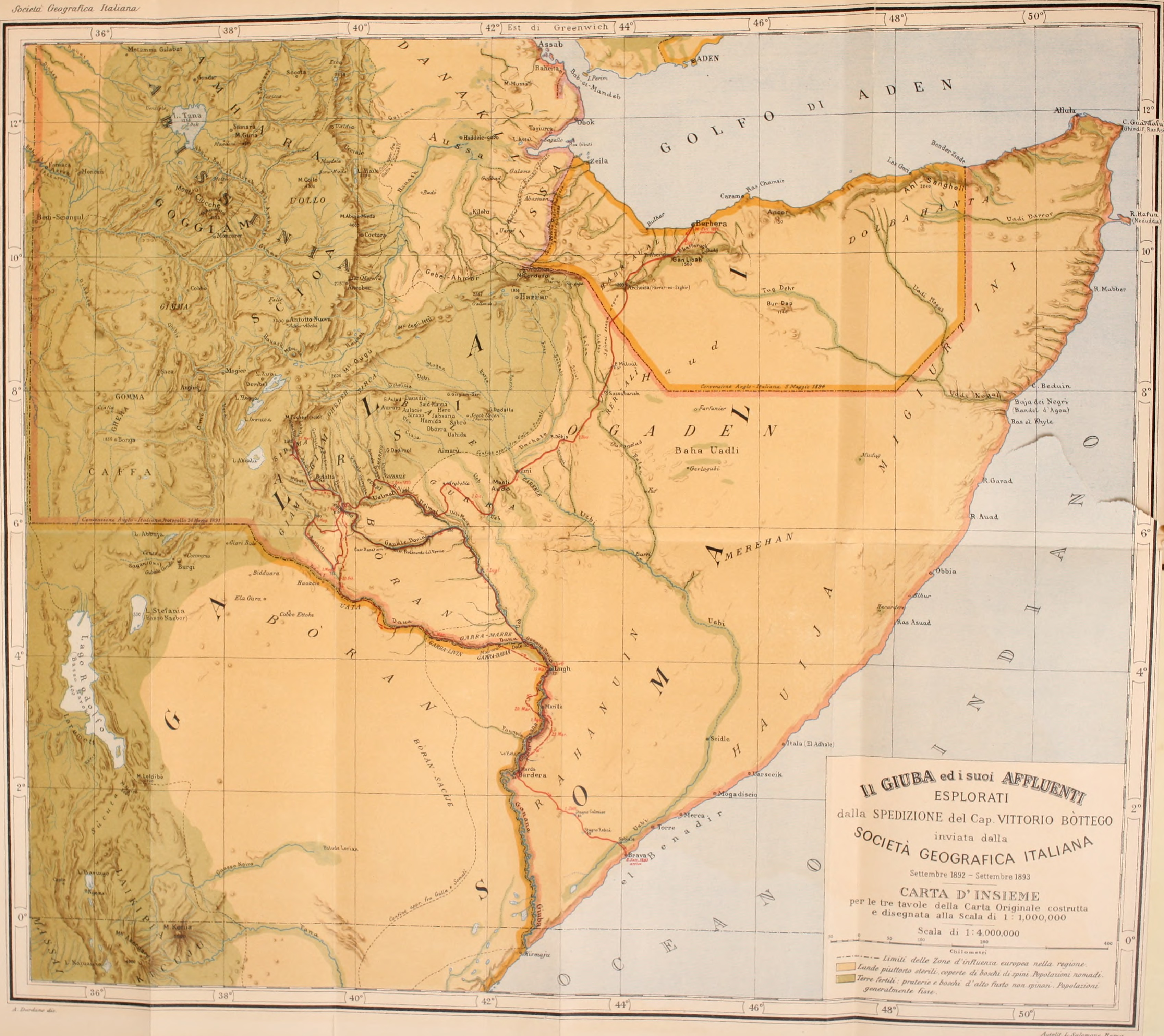
Mappa dell'Ottocento delle regioni dove avvennero le esplorazioni di Bottego

### Monumento a Vittorio Bottego

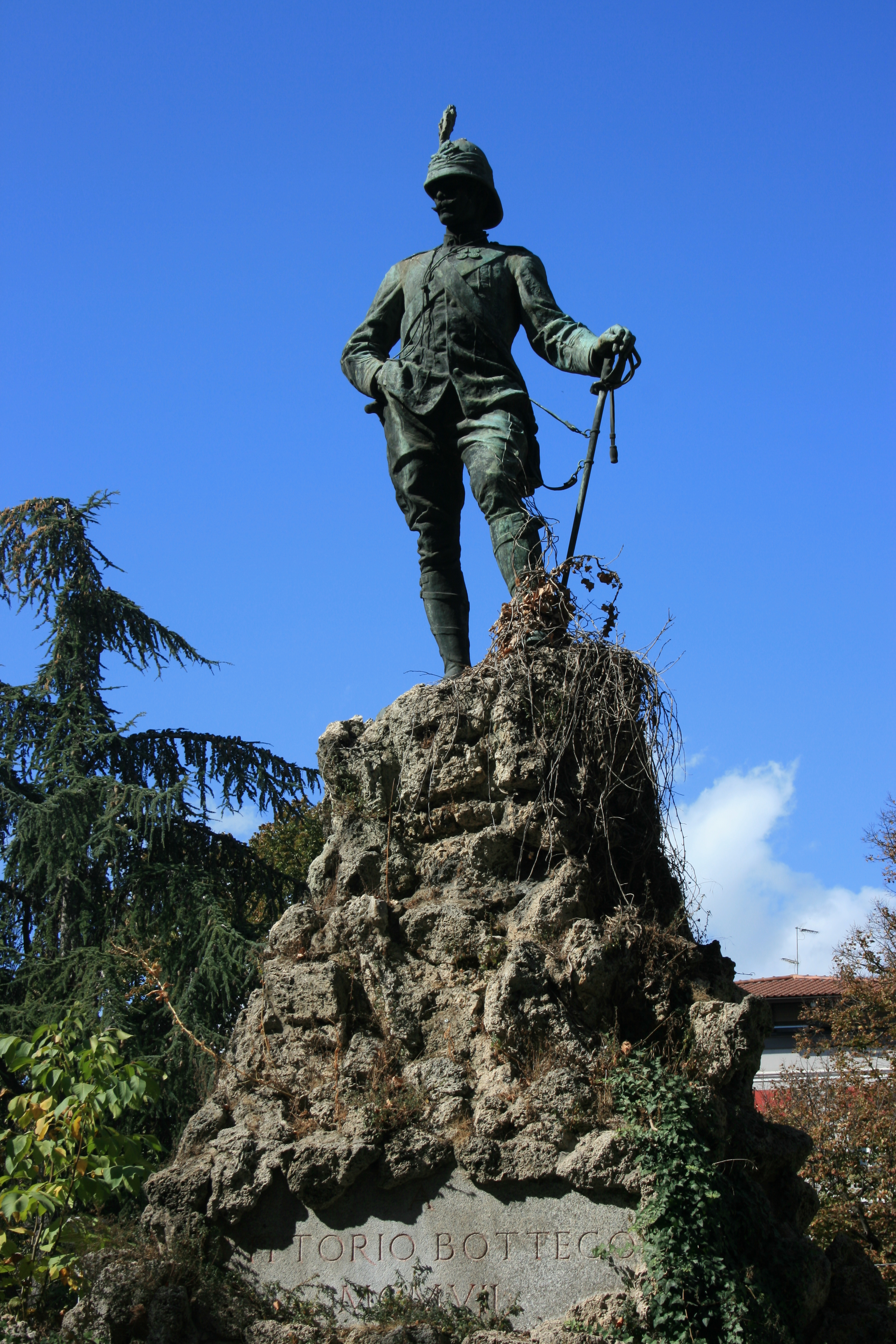
Monumento a Vittorio Bottego

Il monumento bronzeo dedicato all'esploratore parmigiano è situato in piazzale Dalla Chiesa, di fronte alla stazione ferroviaria. Fu realizzato nel 1907 dallo scultore Ettore Ximenes, in occasione del decimo anniversario della scomparsa dell'esploratore. La statua bronzea rappresenta l'esploratore in divisa coloniale, in posa su un basamento realizzato con macigni da cui sgorga dell'acqua raccolta da una grande vasca; ai lati sono posti due guerrieri galla che rappresentano i fiumi Omo e Giuba. In seguito ad un accurato restauro, nel 2014 fu ricollocato al centro del piazzale, a sua volta sottoposto, come l'intera zona della stazione, ad una vasta operazione di ristrutturazione e riqualificazione urbana su progetto dell'architetto catalano Oriol Bohigas.
All'occasione di una discussione, durante il consiglio comunale di Parma del 4 maggio 2021, riguardante una mozione del consigliere comunale Marco Maria Freddi sull'istituzione di una giornata in ricordo delle vittime africane durante l’occupazione coloniale italiana, il consigliere Giuseppe Massari avrebbe proposto la rimozione della statua di Bottego perché "rappresenta un'esaltazione del colonialismo italiano con la presenza di due guerrieri africani in posizione sottomessa". Massari avrebbe aggiunto, in un secondo intervento, che “la rimozione del monumento a Bottego capisco sarebbe difficoltosa ma lancia un messaggio di supremazia che andrebbe contestualizzato e quindi spiegato con un cartello il significato della statua”.

## Curiosità
Fu iniziato nella massoneria.